# Heilig Hartbeeld (Dongense Vaart)
Het Heilig Hartbeeld is een standbeeld in het Nederlandse dorp Dongense Vaart, gemeente Dongen.

## Achtergrond
Het Heilig Hartbeeld is ontworpen door Albert Verschuuren en werd in 1930 gegoten door de kopergieterij van J.H. Groot in Tilburg. Het staat voor de Hubertuskerk.

## Beschrijving
Een bronzen staande Christusfiguur, met handen samengevouwen voor zijn borst. Op zijn borst is het Heilig Hart afgebeeld. Het beeld staat op een bakstenen sokkel. Op de sokkel diverse inscripties.

## Rijksmonument
Het beeldhouwwerk is erkend als rijksmonument, onder meer vanwege de "kunsthistorische waarde als vertegenwoordiger van het werk van A. Verschuren. Het heeft ensemblewaarde wegens de situering aan de vaart, verbonden met de ontwikkeling van de streek. Het complex is van belang wegens de gaafheid van het geheel."